# Fritz Stiedry
Fritz Stiedry (ryska: Фриц Шти́дри), född 11 oktober 1883 i Wien, död 8 augusti 1968 i Zürich, var en österrikisk dirigent och kompositör. Redan under sin studietid vid Musikhögskolan i Wien, uppmärksammades han av Gustav Mahler som utsåg honom till sin assistentdirigent vid Hovoperan i Wien 1907. Därefter arbetade han vid flera olika operahus innan han 1914 blev förste dirigent i vid Kungliga operan i Berlin (senare den Statliga operan), där han stannade till 1923. År 1924 efterträdde han Felix von Weingartner som chef för Volksoper i Wien, där han ledde premiären av Schönbergs opera Die glückliche Hand 1924. År 1928 var han tillbaka i Berlin, nu som chefsdirigent vid Stadsoperan (Städtische Oper), där han ledde produktionerna av Verdis Macbeth och Simon Boccanegra, operor som då sällan framfördes. Han dirigerade också en ny uppsättning av Nibelungens ring, och ledde uruppförandet av Kurt Weills Die Bürgschaft 1932. Med nazisternas Machtübernahme 1933 kom Stadsoperan under kontroll av Goebbels Propgandaministerium (markerat med namnbyte till Deutsches Opernhaus). På grund av detta kände sig Stiedry tvingad att lämna Tyskland. Stiedry kom nu till Leningrad där han blev chefsdirigent för Leningrads Filharmoniska orkester. Han dirigerade 1933 det bejublade uruppförandet av Sjostakovitjs första pianokonsert med tonsättaren som solist. 1936 ledde han de ryktbara repetitionerna av Sjostakovitjs 4:e symfoni, vars framförande förmodligen stoppades av kommunistpartiledningen. År 1937 ställdes Stiedry inför ultimatum, att ansöka om sovjetiskt medborgarskap eller att lämna Sovjetunionen. Han valde åter att emigrera, denna gång till USA.
Med början 1938 kunde Stiedry inleda en lyckosam karriär med den nybildade New Friends of Music Orchestra i New York. Här framförde han på den tiden bortglömda verk av Bach, Haydn och Mozart, bland annat i samarbete med musikforskaren Alfred Einstein som gjorde moderna notutgåvor av Haydnsymfonier som inte framförts sedan kompositörens livstid. Med början 1940 dirigerade han en följd av Mozarts instrumentalkonserter och symfonier. Han dirigerade även uruppförandet av Schönbergs Kammarsymfoni nr 2 1940. I november 1946 gjorde han sin debut på Metropolitan Opera i New York med att dirigera Wagners opera Siegfried med den svenske tenoren Set Svanholm i titelrollen. Fram till 1958 framträdde han regelbundet på Metropolitan, där han bl.a. gav kritikerrosade föreställningar av Verdi och Wagner. År 1947 dirigerade han ett legendariskt framförande av Glucks Orfeus och Eurydike i Glyndebourne med Kathleen Ferrier i partiet som Orfeus. 1953-4 gjorde han en nyuppsättning av Ringen på Covent Garden i London. Stiedry gjorde sig känd som en chosefri dirigent som gjorde livfulla framföranden av musik. Han är mest känd för sina framföranden av Wagner och Verdi.

### Fotnoter
1. ↑  SNAC, SNAC Ark-ID: w6w99cpx, läs online, läst: 9 oktober 2017.[källa från Wikidata]
2. ↑  Discogs, Discogs artist-ID: 1590860, läst: 9 oktober 2017.[källa från Wikidata]
3. ↑  Munzinger Personen, Munzinger person-ID: 00000006421, läst: 9 oktober 2017.[källa från Wikidata]
4. ↑  Gemeinsame Normdatei, läst: 11 december 2014.[källa från Wikidata]
5. ↑  Bibliothèque nationale de France, BnF Catalogue général : öppen dataplattform, id-nummer i Frankrikes nationalbiblioteks katalog: 139000709, läst: 10 oktober 2015.[källa från Wikidata]
6. 1 2  läs online, www.lexm.uni-hamburg.de , läst: 28 augusti 2019.[källa från Wikidata]
7. ↑  Gemeinsame Normdatei, läst: 30 december 2014.[källa från Wikidata]
8. ↑  Gemeinsame Normdatei, läst: 25 juni 2015.[källa från Wikidata]
9. ↑  Wilson, Elizabeth A. M. (2006). Shostakovich: a life remembered. New edition, London: Faber and Faber, s. 139-144.